# Nugget de pollo (serie de televisión)
Nugget de pollo (en hangul, 닭강정; romanización revisada, Dakgangjeong; McCune-Reischauer, Takkangjŏng) es una serie de televisión web surcoreana escrita y dirigida por Lee Byeong-heon, y protagonizada por Ryu Seung-ryong y Ahn Jae-hong. Se estrenó en la plataforma Netflix el 15 de marzo de 2024.

## Sinopsis
Choi Min-ah, la hija del presidente de una empresa, confunde una máquina misteriosa con un dispositivo que la ayuda con su fatiga y accidentalmente se convierte en un nugget de pollo. Mientras su padre, Choi Sun-man y el empleado Ko Baek-joong, que está enamorado de ella, intentan convertirla de nuevo en humana, descubren secretos inesperados.

## Reparto
- Ryu Seung-ryong como Choi Sun-man, el presidente de Más que Máquinas, que intenta convertir a su hija nuevamente en humana.[3]
- Ahn Jae-hong como Ko Baek-joong, un empleado en prácticas que está enamorado de la hija de su jefe, Min-ah.[4][5]
- Kim Yoo-jung como Choi Min-ah, la hija de Sun-man, que entra en una máquina misteriosa pensando que es una máquina de recuperación de fatiga y se convierte en un nugget de pollo.[6][7][8]
- Jung Ho-yeon como Hong Cha, la exnovia de Baek-joong, crítica gastronómica, la columnista de mejor gusto de Corea.[9][10]
- Kim Nam-hee como un empleado de Más que Máquinas.[11][10]
- Jung Seung-kil como Yoo Tae-man, un hombre que a causa de un complejo que quiere superar busca frenéticamente la misteriosa máquina.
- Park Jin-young como Yoo Tae-young, sobrino de Yoo In-won y hermano mayor de Yoo Tae-man, un artista guapo y popular.[10]
- Ko Chang-seok como el testarudo padre de Baek-joong.[10]
- Moon Sang-hoon como Jung Hyo-bong, un hombre que está enredado con una máquina misteriosa y aparece en el momento adecuado.[10]
- Yoo Seung-mok como Yoo In-won, un doctor en ingeniería mecánica que está obsesionado con una misteriosa máquina de hace 200 años y la investiga como loco.
- Kim Tae-hoon como el propietario de cuarta generación del Bodin Fried Chicken Restaurant.[10]
- Hwang Mi-young como empleado del Bodin Fried Chicken Restaurant.[10]
- Jeong Sun-won como empleado del Bodin Fried Chicken Restaurant.[10]
- Lee Ha-nee como empleada del Bodin Fried Chicken Restaurant.[11]
- Min Sun-wook como un exinvestigador asistente, ahora vendedor de máquinas.
- Baek Ji-won como la madre de Tae-man y Tae-young.
- Park Ji-an.
- Yang Hyun-min.[11]
- Oh Seung-yeon.
- Han Ji-an.[12]
- Heo Jun-seok.[10]
- Park Hyung-soo.[10]
- Lee Joo-bin.[10]

## Producción y promoción
Netflix confirmó la producción de Nugget de pollo el 20 de septiembre de 2022; la compañía productora es Studio Anic, que se estaba preparando para el rodaje en octubre de 2022, que estaba en marcha a finales de noviembre y se prolongó hasta la primavera de 2023. La trama está basada en el homónimo webtoon de Park Ji-dok, quien ganó con ella el premio Encouragement Award en el Greatest Contest on Earth de Naver Webtoon en 2019.
Está escrita y dirigida por Lee Byeong-heon, que tiene en su haber comedias de gran éxito como Twenty (2015), Extreme Job (2019) y Un sueño (2023), así como la serie Be Melodramatic (2019) entre otras. Con respecto al webtoon original, señaló que quiso mantener la textura del mismo pero aportar su propio ritmo, y que añadió elementos narrativos para completarlo. En particular, creció la importancia de la música en el desarrollo de la trama.
Para Ryu Seung-ryong se trata de un papel más que incide en la recurrente asociación de sus personajes con los restaurantes de pollo, y que se suele traducir en éxitos de público: así ha sido con Psychokinesis (2018), Extreme Job (2019) y Moving (2023); incluso en su aparición especial en La buena mala madre (2023) es un sastre que había regentado un restaurante de pollo que quebró.
En esta serie el director Lee Byeong-heon y el actor Ahn Jae-hong vuelven a trabajar juntos después de Be Melodramatic, mientras que el director y Ryu Seung-ryong ya lo hicieron en Extreme Job.
El 15 de febrero de 2024 la productora confirmó la fecha de lanzamiento para el 15 de marzo y publicó un cartel y un avance de la serie. El 27 de febrero Netflix distribuyó dieciséis fotogramas a la prensa. El 4 de marzo se difundieron el cartel y el avance principales.
Para promocionar la serie, los dos protagonistas aparecieron en el programa de radio de SBS Power FM Cultwo Show, que se transmitió el 11 de marzo. Dos días después se presentó la producción a la prensa en la entrada de la Universidad Lotte Cinema Konkuk en Gwangjin-gu, Seúl, con la presencia del director y los actores Ryu Seung-ryong, Ahn Jae-hong y Kim Yoo-jung.

## Recepción

### Crítica
Kim So-mi, de Cine21, escribe sobre la serie que aporta una rara especie de comicidad, donde más importante que esta misma es la representación de la inocencia. Si la historia de un padre y un enamorado que tratan de salvar a la hija del primero podría volverse aburrida, el estilo de actuación, que va por encima de la línea emocional, es refrescante y supera este riesgo.
Han Hyeon-jeong (MK Star Today) comenta los tres primeros episodios de la serie señalando que no hay efecto sorpresa con respecto a los que conocen el webtoon original, lo cual es decepcionante. Y añade: «es caricaturesco, teatral y sensual. También hay un sentimiento de respeto por la obra original. Sin embargo, la imaginación salvaje e ingeniosa del original, su desarrollo impredecible y su rápido desarrollo de alguna manera no están a la altura de las expectativas. La narrativa agregada es cliché y larga. Hay demasiadas líneas» en esas historias colaterales, como el pasado del padre.
Según Pierce Conran (South China Morning Post), la serie destaca en el nutrido catálogo de producciones surcoreanas de Netflix «gracias a sus colores saturados, su tono realzado y su absurdo sentido del humor». Sobre los actores, escribe: «Ryu, que ha hecho mucha comedia general, se siente bastante cómodo aquí, pero el destacado del elenco es Ahn [...] Su ritmo cómico es perfecto y atempera los elementos exagerados de su personaje con una entrañable dosis de patetismo».
Park Jin-young (Joy News 24) escribe: «La premisa básica de que la hija se convierte en sopa de pollo es absurda, pero a medida que profundizas en la historia, a menudo te preguntas: "¿Qué es esto?" Situaciones tan extrañas y absurdas continúan desarrollándose. No hay un solo personaje ordinario. [...] Las identidades de los personajes y sus extrañas historias se revelan una a una en la segunda mitad de la película, pero hasta entonces, está llena de cosas completamente incomprensibles. [...] Es una obra que puede gustar mucho o nada en absoluto. Sin embargo, lo bueno de Nugget de pollo es que es una farsa cómica ingeniosa que nunca antes había visto. La duración es de treinta minutos y hay un total de diez episodios, lo que la hace perfecta para entretenimiento breve y atrevido». Destaca también la labor de los intérpretes, que actúan de forma exagerada, como si estuvieran en una obra de teatro, siguiendo el carácter de la obra original.

### Controversias
Una escena del episodio 10 de la serie provocó protestas generalizadas entre los espectadores de Arabia Saudita, que entendían que en ella se menospreciaba a la familia real del país. Se trata de la escena en que el rey pide entradas para ver la actuación de Ko Baek-joong. Más del 99 % de los internautas saudíes expresaron su descontento, otorgando a la serie la puntuación más baja en IMdB.